# 反對美英侵略伊拉克戰爭聯合聲明
《反對美英侵略伊拉克戰爭聯合聲明》是由台灣社會運動聯盟「反對美英侵略伊拉克戰爭聯合行動」在2003年2月11日發表的一份反戰聲明，此聯盟最初的發起團體為：人間出版社、台灣漁民勞動人權協會、新世界學生鬥陣、《左翼》雜誌社、性別人權協會、女性勞動者權益促進會、國立清華大學工學社、工人立法行動委員會、全國產業總工會、全球保釣行動會、台灣反帝學生組織、夏潮聯合會、《勞動前線》雜誌社、新竹縣產業總工會、中國統一聯盟、中華民國全國總工會、台灣地區政治受難人互助會、勞動人權協會、台灣新社會協進會、部落工作隊、苦勞網、高中學生反戰會、《海峽評論》雜誌社、《遠望》雜誌社、敬仁勞工安全衛生服務中心、居住權運動聯盟、勞動黨社運部、勞動黨桃竹苗勞工服務中心、婦女新知基金會、綠色公民行動聯盟、中華兩岸人民文經交流促進會；隨後又加入了中華民國文化研究學會、《台灣社會研究季刊》與秋水堂文化事業股份有限公司等三個團體。在勞動黨、勞動人權協會、台灣反帝學生組織的召集下，各團體於2月11日聚於台北市寧夏路勞動黨中央黨部，以逐條討論、逐條議決的方式，在構成「反對美英侵略伊拉克戰爭聯合行動」聯盟的同時產生了《反對美英侵略伊拉克戰爭聯合聲明》，其全文如下：
|  | 一、全台灣愛好正義與和平的人民，聯合起來。 二、我們反對美英侵略伊拉克，以無辜人民的鮮血換取石油。 三、我們反對美英侵略伊拉克，以防止全亞洲陷入軍事擴張與戰爭陰影。 四、我們反對美英侵略伊拉克，使戰爭國及全世界勞工、婦女與兒童承受最慘痛的代價。 五、我們反對美英侵略伊拉克，使不景氣下人民的生活更加困難。 六、我們反對台灣政府任何支持侵略的措施。 七、我們反對以戰爭手段解決國際糾紛。 八、我們支持聯合國以和平手段解決伊拉克問題，同時呼籲在適當時機撤銷對伊拉克的經濟封鎖。 |

## 外部連結
- 台灣各界團體反對美英侵略伊拉克戰爭聯合聲明
- 國際邊緣．台灣反戰：反對美英侵略伊拉克戰爭聯合聲明（页面存档备份，存于）
- 台灣反帝學生組織機關刊物《國際主義》第6期「215反對英美侵略伊拉克聯合行動特刊」，2003年2月15日，台北。